# Хорхе Альфредо Лемке Аревало
Хорхе Альфредо Лемке Аревало (нім. Jorge Alfredo lemcke Arevalo) (16 жовтня 1953, Гватемала) — гватемальський дипломат. Надзвичайний і Повноважний Посол Республіки Гватемала в Німеччині (з 2021) та в Україні за сумісництвом (з 2022).

## Життєпис
У 1975 році отримав бакалавра з літератури в Colegio Liceo, вивчав хімічну інженерію в Університеті Сан-Карлоса; У 1984 році отримав MBA з ділового адміністрування, Університет Франциска, Марокко. Володіє іспанською, англійською та німецькою мовами.
У 1976—2004 рр. — Заступник директора, операційний менеджер і менеджер бізнес-напряму в Progress Cements, Lime Homos and Mixer;
У 1988 році — Керуючий директор живопису Центральної Америки — PINCASA;
У 2004—2012 рр. — Керуючий директор та менеджер бізнес-напряму Progress Cements, Lime Homos and Mixer.
У 2012—2014 рр. — Посол і Постійний представник Гватемали в Нідерландах; Постійний представник Гватемали при Організації із заборони хімічної зброї (ОЗХЗ).
У 2014—2020 рр. — Директор з інституційних зв'язків та представництва в бізнес-асоціаціях Guatemala Energy Corporation та Mother Earth Ingenio.
З 1 вересня 2021 року — Надзвичайний і Повноважний посол Республіки Гватемала у Федеративній Республіці Німеччина
З 25 липня 2022 року — Надзвичайний і Повноважний посол Республіки Гватемала в Україні за сумісництвом. Вручив копії вірчих грамот заступнику міністра закордонних справ України Еміне Джапарові.
25 липня 2022 року — вручив вірчі грамоти Президенту України Володимиру Зеленському.